# Aufidus crassivena
Aufidus crassivena är en insektsart som beskrevs av Walker 1870. Aufidus crassivena ingår i släktet Aufidus och familjen spottstritar. Inga underarter finns listade i Catalogue of Life.